# ScreenRuler
ScreenRuler（スクリーンルーラー）は GNOME 向けのスクリーン定規であり、スクリーン上の距離を測るのに使われる。

## 特徴
このソフトウェアは、GNOME デスクトップ上で動作するアクセサリーの1つである。画面上に仮想上の定規を表示する。
水平方向および垂直方向に対する長さを6種類の単位の中から選択して表示できる。この6種類とは、ピクセルやセンチメートル、インチ、パイカ、ポイント、百分率である。センチメートル等の表示が行えるため、コンピューターの画面に現れる15cm余りある仮想の定規で、現実の小物類を直接画面に押し当てて実寸を測るといった利用もできる。
定規の色やフォントの大きさは、任意に変更が可能となっている。また、現在表示されている画面のトップに常駐させておくようにも設定することができる。

## ライセンス
GPL2 